# 波爾特尼亞吉諾湖
波爾特尼亞吉諾湖是俄羅斯的湖泊，位於泰梅爾半島東部，由克拉斯諾達爾邊疆區負責管轄，長24.6公里、寬23.1公里，面積360平方公里，湖岸線長度83公里，海拔高度62米，湖水主要來自融雪和下雨，每年九月至翌年七月結冰。